# پیپو، هوکایدو
پیپو، هوکایدو (به لاتین: Pippu, Hokkaido) یک منطقهٔ مسکونی در ژاپن است که در Kamikawa Subprefecture واقع شده‌است. پیپو ۴٬۳۴۲ نفر جمعیت دارد.